# Cmentarz żydowski w Bledzewie
Cmentarz żydowski w Bledzewie – powstał w XIX wieku i zajmuje powierzchnię 0,15 ha. Zachowało się ok. 10 nagrobków z epitafiami po hebrajsku i niemiecku, oraz fragment muru cmentarnego. Najstarszy nagrobek pochodzi z 1826.